# 小屯乡 (大方县)
小屯乡，是中华人民共和国贵州省毕节市大方县下辖的一个乡镇级行政单位。

## 行政区划
小屯乡下辖以下地区：
市院村、珠场村、法启村、大田村和滑石村。